# Christmas Mountains
Die Christmas Mountains sind eine Reihe von abgerundeten Gipfeln im Norden der kanadischen Provinz New Brunswick. Sie gehören zu den Ausläufern der Appalachen. Der etwa 35 km lange Höhenzug bildet zusammen mit dem Bergmassiv des Mount Carleton den südlichen Teil der Highlands Ecoregion. In den Christmas Mountains befinden sich die Quellgebiete des North Pole Stream und des Little Southwest Miramichi River. Die mit 820 Metern höchste Erhebung der Seeprovinzen Kanadas, der Mount Carleton, befindet sich 25 km nördlich der Christmas Mountains.

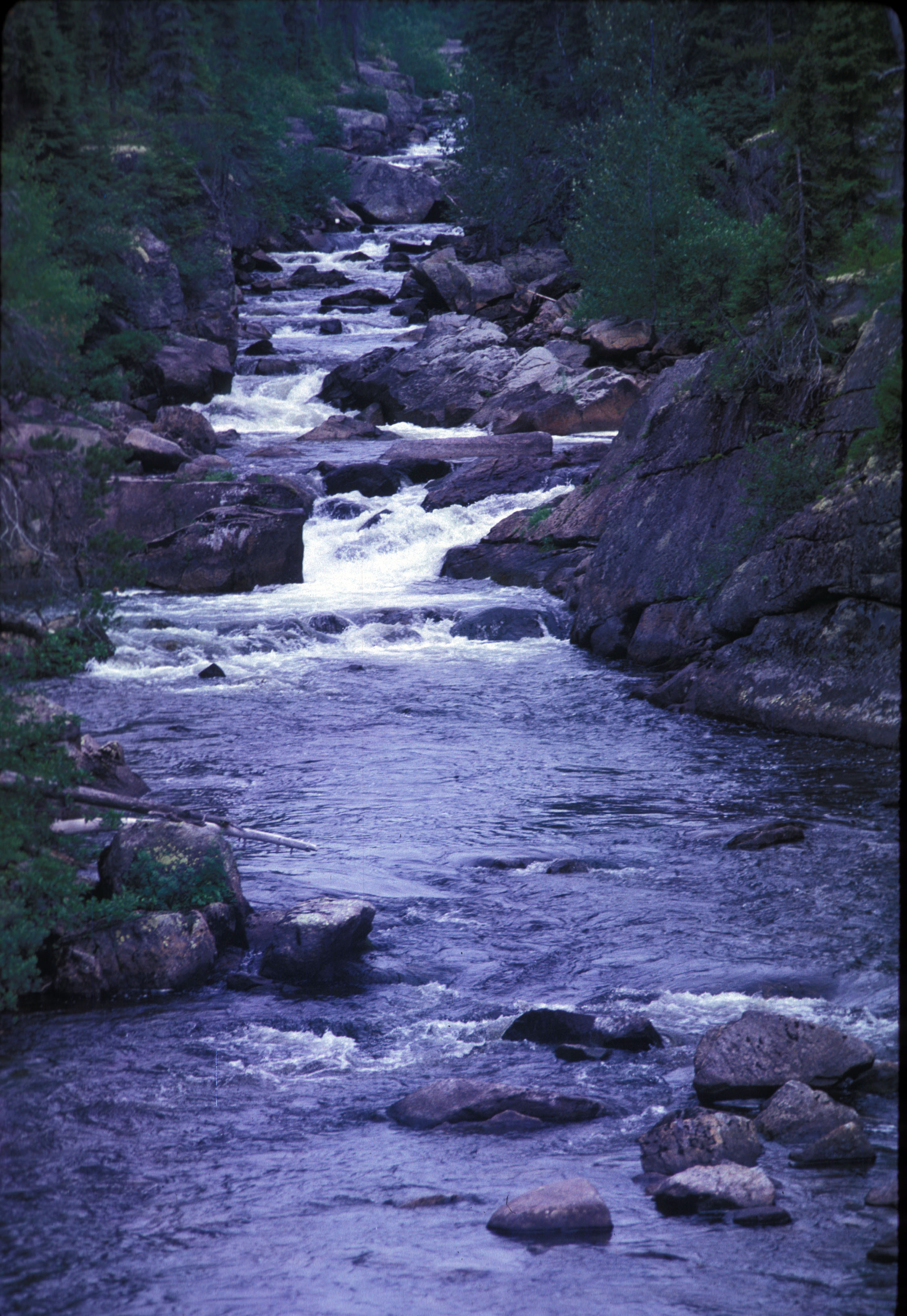
North Pole Stream

Benannt wurden die Gipfel im Jahr 1964 von dem Landvermesser Arthur F. Wightman, der inspiriert vom hier fließenden North Pole Stream sich an das Gedicht A Visit from St. Nicholas erinnerte, als im Radio seines Büros das Lied Rudolph, the Red-Nosed Reindeer gespielt wurde.
Zu den Christmas Mountains gehören die folgenden zehn Gipfel:
- North Pole Mountain (688 m)[4] 47° 12′ N, 66° 40′ W
- Mount St. Nicholas (615 m)[5] 47° 10′ N, 66° 40′ W
- Mount Dasher (748 m)[6] 47° 12′ N, 66° 44′ W
- Mount Dancer (671 m)[7] 47° 10′ N, 66° 43′ W
- Mount Prancer (575 m)[8]47° 8′ N, 66° 41′ W
- Mount Vixen (652 m)[9]47° 8′ N, 66° 43′ W
- Mount Comet (548 m)[10]47° 7′ N, 66° 39′ W
- Mount Cupid (476 m)[11]47° 9′ N, 66° 37′ W
- Mount Donder (729 m)[12]47° 11′ N, 66° 36′ W
- Mount Blitzen (669 m)[13] 47° 11′ N, 66° 38′ W

Neben dem North Pole Mountain und dem Mount St. Nicolas geht die Benennung der anderen acht Gipfel auf die Rentiere, die den Schlitten von Santa Claus, in dem 1823 entstandenen, anonym veröffentlichten Gedicht The Night before Christmas ziehen, zurück.
With a little old driver so lively and quick,

I knew in a moment it must be St. Nick.

More rapid than eagles, his coursers they came,

And he whistled and shouted and called them by name:

Now Dasher! Now Dancer! Now, Prancer and Vixen!

On, Comet! On, Cupid! On, Dunder and Blixem!

To the top of the porch! To the top of the wall!

Now dash away! Dash away! Dash away all!
Die Namen der Rentiere Dunder und Blixem änderten sich später zunächst zu Donder, dann zu Donner und Blitzen. Im Jahr 1939 wurde dem Gespann durch ein Gedicht von Robert L. May ein weiteres Rentier beigefügt, Rudolph. Dieses Rentier diente als Vorlage für das Weihnachtslied Rudolph, the Red-Nosed Reindeer von Johnny Marks und ist das bekannteste Rentier des Gespanns. Ihm wurde jedoch kein Gipfel der Christmas Mountains gewidmet. In seinem Vorschlag an die Kommission, die für die offizielle Namensvergabe zuständig war, das Geographical Names Board of Canada, benannte Wightman den Mount St. Nicolas zunächst als Mount Rudolph. Der Name wurde von der Kommission als zu kommerziell abgelehnt und durch Mount St. Nicolas ersetzt, was die Kommission akzeptierte.

## Erschließung
Bis Mitte der 1990er Jahre war das Gebiet um die Christmas Mountains wenig erschlossen und wirtschaftlich nicht erfasst. Das Gebiet gehört zu dem in New Brunswick wenig vorhandenen Kronland. Das Department of Natural Resources in New Brunswick verwaltete das Grundstück als Teil eines riesigen Waldstreifens im nördlichen Teil der Provinz. So waren die Christmas Mountains weitgehend unberührter Primärwald der New England-Acadian Forests, der für das nordöstliche Nordamerika einzigartig war.
Der Urwald Akadiens wurde weitestgehend abgeholzt, nachdem die kanadische Papierfirma Repap Mitte der 1990er Jahre vom Department of Natural Resources die Lizenz für den Holzeinschlag bekommen hatte. Anwohner, Ureinwohner und Umweltschützer hatten über Jahre erfolglos versucht, den Kahlschlag zu verhindern. Sie konnten nur erreichen, dass zwei kleine ökologische Reservate und ein „Schutzgebiet“ weit außerhalb der Region errichtet wurden. Repap baute Forststraßen und begann mit dem Kahlschlag. Ein schwerer Sturm im November 1994 richtete in den Christmas Mountains weiteren Kahlschlag an. Im Jahr 2000 wurde Repap von UPM-Kymmene aus Finnland aufgekauft. Zu dem Zeitpunkt war der alte Wald bereits weitgehend abgeholzt. Seit 2009 ist die Firma Fornebu Lumber, eine Tochtergesellschaft von UMOE Solar aus Norwegen, im Besitz der Lizenz und rodet weiter das Holz der Christmas Mountains.